# Cavaliere bianco (finanza)
La tecnica del cavaliere bianco (White Knight) viene usata in finanza come difesa per impedire la scalata di una società (detta target) da parte di un'altra (acquirente). In altre parole, è una delle strategie di difesa dalle acquisizioni ostili.
Essa consiste nell'invitare una società amica ad acquistare un consistente pacchetto di azioni, in modo che esso non possa essere venduto all'acquirente, che così può vedere fallito il proprio tentativo di scalata. L'acquisto avviene in accordo con il management, che evidentemente ritiene l 'offerta pubblica d'acquisto "ostile", poiché potrebbe comportare un ricambio ai vertici dell'azienda.
Una variante di questa tecnica consiste nella vendita degli asset della società target ad una società amica non a rischio di scalata, come avviene, ad esempio, quando la società amica ha un azionariato non diffuso.